# Nậm Hàng
Nậm Hàng là một xã thuộc huyện Nậm Nhùn, tỉnh Lai Châu, Việt Nam.

## Địa lý
Địa giới hành chính xã Nậm Hàng:
- Phía đông giáp các xã Pú Đao và Nậm Pì
- Phía tây giáp xã Mường Mô
- Phía nam giáp thị trấn Nậm Nhùn và các xã Nậm Manh, Nậm Chà
- Phía bắc giáp xã Hua Bum.

Xã Nậm Hàng có diện tích 149,19 km², dân số năm 2012 là 4.193 người, mật độ dân số đạt 28 người/km².

## Lịch sử
Trước đây, Nậm Hàng là một xã thuộc huyện Mường Lay, tỉnh Lai Châu cũ (nay là huyện Mường Chà, tỉnh Điện Biên).
Ngày 26 tháng 11 năm 2003, Quốc hội ban hành Nghị quyết số 22/2003/QH11 chia tỉnh Lai Châu cũ thành hai tỉnh Lai Châu và Điện Biên. Theo đó, phần lớn huyện Mường Lay thuộc tỉnh Điện Biên (đến năm 2005 được đổi tên thành huyện Mường Chà), riêng xã Nậm Hàng cùng với xã Pú Đao thuộc địa giới hành chính tỉnh Lai Châu mới.
Ngày 2 tháng 1 năm 2004, Chính phủ ban hành Nghị định số 01/2004/NĐ-CP. Theo đó, sáp nhập xã Nậm Hàng huyện Mường Tè.
Ngày 8 tháng 4 năm 2008, Chính phủ ban hành Nghị định số 41/2008/NĐ-CP. Theo đó, thành lập xã Nậm Manh trên cơ sở điều chỉnh 16.470,30 ha diện tích tự nhiên và 2.032 người của xã Nậm Hàng.
Sau khi điều chỉnh địa giới hành chính, xã Nậm Hàng còn lại 17.028,20 ha diện tích tự nhiên và 3.628 người.
Ngày 14 tháng 10 năm 2011, Chính phủ ban hành Nghị quyết số 97/NQ-CP. Theo đó, thành lập thị trấn Nậm Nhùn trên cơ sở điều chỉnh 2.109,12 ha diện tích tự nhiên, 3.444 người của xã Nậm Hàng và 886,09 ha diện tích tự nhiên của xã Nậm Manh.
Sau khi điều chỉnh địa giới hành chính, xã Nậm Hàng còn lại 14.919,08 ha diện tích tự nhiên và 4.193 người.
Ngày 2 tháng 11 năm 2012, xã Nậm Hàng chuyển sang trực thuộc huyện Nậm Nhùn mới thành lập.